# Хамхи
Хамхи — село в Джейрахском районе Ингушетии.  Административно входит в сельское поселение Гули. Фактически урочище. По легендам местных учёных древний город. 
На территории села имеется архитектурный комплекс «Хамхи», представленный множеством исторических объектов: мегалитические циклопические жилища башенного типа, 4 боевых башен, 4 — полубоевых и 16 жилых башен, а также 10 склеповых могильников. В настоящее время данные объекты ингушской архитектуры и вся территория поселения входят в Джейрахско-Ассинский государственный историко-архитектурный и природный музей-заповедник и находятся под охраной государства.

## География
Хамхи расположен в Горной Ингушетии, на левом берегу реки Ассы, на территории исторической области «Кхякхале» (с ингушского — «Троеградие»), являясь одним из трёх её крупнейших древних городов-поселений.

## История
На территории Хамхи зафиксированы остатки мегалитических циклопических жилищ, датируемые II—I тыс. до н. э.
В. Б. Виноградов, К. З. Чокаев и Е. И. Крупнов именно здесь локализовали древний этноним «хамекиты», упомянутый античным историком и географом Страбоном (транскрибируя слово «хамекиты», «хамхети», как «страна хамхов»). Однако другие учёные не поддержали эту версию.
В позднем средневековье Хамхи территориально входил в Хамхинский (галгаевский) шахар, являясь его центром. Поселение является родовым для следующих ингушских тейпов: Хамхоевы, Измайловы, Бекбузаровы, Мартазановы, Кациевы, Аджиевы, Мациевы, Умаровы, Берсановы, Фатхильговы, Кадиевы.

## Галерея

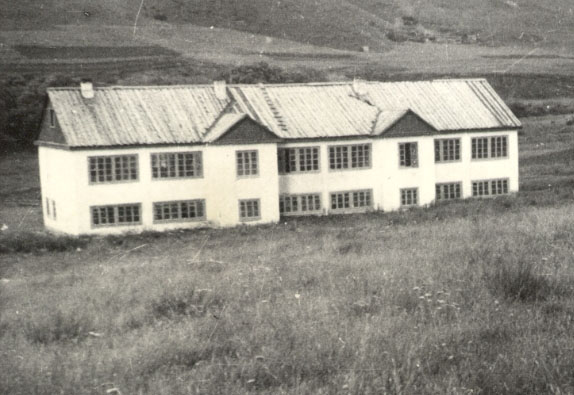
Школа в Хамхи. 1930-е гг.